# Rubus probabilis
Rubus probabilis är en rosväxtart som beskrevs av Liberty Hyde Bailey. Rubus probabilis ingår i släktet rubusar, och familjen rosväxter. Inga underarter finns listade i Catalogue of Life.